# Pleno empleo

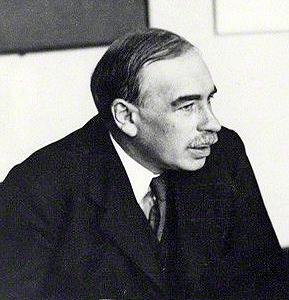
Para John Maynard Keynes el pleno empleo era una condición necesaria para un verdadero equilibrio económico. Para Keynes el pleno empleo garantizaría un aprovechamiento eficiente de los recursos humanos, productivos y de inversión; alejaría la posibilidad de nuevas crisis del sistema capitalista —como el crack del 29 y la posterior Gran depresión—; ofrecería una vacuna frente al malestar social que acaba desembocando en males mayores como ocurrió con la Segunda Guerra Mundial.

El pleno empleo es un concepto económico que hace referencia a la situación en la cual todos los ciudadanos en edad laboral productiva —población activa— que desean trabajar, tienen trabajo. En otras palabras, es aquella situación en la que, dado un nivel de salarios reales, la demanda de trabajo es igual a la oferta.
Según dicha definición, el desempleo, en una situación de pleno empleo, sería "0". En la práctica, se considera que existe "pleno empleo" aun existiendo cierta tasa baja de desempleo que respondería a un nivel de desempleados en proceso de cambio de un trabajo a otro —desempleo friccional— y a un porcentaje de personas desempleadas que, en un momento dado, no desean un empleo concreto, ya que no satisface sus expectativas laborales o personales. Por ejemplo, un profesional que se acabe de calificar podría demorarse, por decir algo, seis o doce meses en encontrar un trabajo relacionado con sus calificaciones. Durante ese periodo podría, por ejemplo, haber encontrado trabajo como limpiador de mesas en algún restaurante. Sin embargo generalmente rechazará esta oportunidad de trabajar e incluso podría llegar a trabajar gratuitamente, eso sí, en un campo dentro de sus calificaciones, para alguna empresa u organismo a fin de obtener experiencia (ver Voluntariado). ¿Las personas en estas situaciones deben ser consideradas como desempleadas? Todas esas personas pueden —o no— figurar como registradas para cobrar el seguro de desempleo y pueden —o no— ser consideradas a la hora de establecer si una economía en particular está en una situación de pleno empleo. En realidad la situación varía de país a país: generalmente, algunos "desempleados" (tales como estudiantes, amas de casa, y aquellos que han renunciado voluntariamente a sus trabajos) no cuentan, generalmente como desempleados —no se les permite firmar como tales con el propósito de recibir subsidios de desempleo. Otros, que incluyen aquellos que han terminado sus estudios, han sido despedidos de sus trabajos y aquellos que se declaran "en busca de trabajo", etc, son generalmente contados. Adicionalmente hay un grupo llamado de «desempleo disfrazado» —aquellos que no están registrados como desempleados pero sus "trabajos" no son "reales" o económicamente productivos (mendigos, etc)— que puede o no ser parte del grupo final: "empleo estacional", tales como temporeros, etc.

## Pleno empleo, estado de bienestar y keynesianismo
Para autores como David Anisi el pleno empleo era el núcleo del pacto keynesiano, la base sobre la que se asentaba el estado de bienestar. Era el objetivo clave que procuraban los países en su política económica, con el objetivo de alejar el malestar social que provocó la Segunda Guerra Mundial. El pleno empleo maximizaba la riqueza del país y de los ciudadanos, mediante la implementación de políticas macroeconómicas keynesianas. Para Anisi el objetivo nuclear del pleno empleo desapareció en 1973 y el mundo occidental comenzó a abandonar el pacto keynesiano que garantizaba tanto la imposibilidad de un nuevo Crack del 29 y la posterior Gran depresión, como cualquier conflicto bélico —por ejemplo la Segunda Guerra Mundial— alimentado por el malestar social.
Señala Raúl García-Durán que para Keynes el equilibrio del mercado que produjo la crisis de 1929 mostró como podía darse un equilibrio teórico sin pleno empleo, con mala utilización de recursos humanos y productivos y provocando una crisis económica profunda del sistema capitalista de mercado —crisis cíclicas según Marx. Keynes criticó 1) la soberanía del consumidor y defendió que el consumo depende de la renta, y esta, de la inversión; 2) crítica a la Ley de Say, el equilibrio del mercado no garantiza empleo ni consumo ni inversión y sí una profunda crisis y 3) el libre funcionamiento del mercado genera falta de demanda efectiva que obliga al Estado a suplir la ineficiencia del mercado.
Michał Kalecki argumentó que en un régimen de pleno empleo permanente "tenderá menos a reducir las ganancias que a aumentar los precios" que bajo un modelo laissez-faire porque "la conciencia de clase de la clase trabajadora aumentaría", resultando en un "mayor poder de negociación de los trabajadores". Aun así este régimen sería beneficioso para los empresarios, ya que aprecian más la “disciplina en las fábricas” y la “estabilidad política” que los beneficios.

## Pleno empleo desde la perspectiva liberal
Desde el liberalismo económico se mantiene que, en una situación ideal de competencia perfecta, el pleno empleo se alcanzaría espontáneamente por la ley de la oferta y la demanda: si existiese desocupación los salarios tenderían a bajar, porque habría trabajadores dispuestos a incorporarse al mercado por salarios menores y, en tal circunstancia, las empresas tenderían a usar más intensivamente el factor trabajo, aumentando así la demanda del mismo y generando una situación de pleno empleo.[cita requerida] Es el planteamiento genérico de la Ley de Say. Varios supuestos de esta asunción han sido cuestionados. Para empezar, la "competencia perfecta" es una situación "ideal". Para seguir, en la realidad la situación no conduce necesariamente al pleno empleo de los factores productivos. Además, tanto Keynes como otros —por ejemplo: C.H. Douglas—, cuestionan que la ley de los mercados explique realmente cómo funciona el circuito económico.

## Pleno empleo, inflación y tasa de ganancia
También se ha alegado que el pleno empleo solo se puede lograr a costa de aumentar la inflación, ya que ésta provee un medio de hacer descender los salarios reales sin que los nominales desciendan. En este sentido puede verse la Curva de Phillips.

## Trabajo garantizado
El trabajo garantizado (TG) es una propuesta de política económica que pretende dar una solución sostenible al problema dual de la inflación y el desempleo. Su objetivo es conseguir tanto el pleno empleo como la estabilidad de precios, siendo el Estado empleador de última instancia (actúa cuando el mercado laboral privado no consiga emplear a determinadas personas o grupos). Véase
La orientación actual de la política económica mundial es la denominada neoliberal y utiliza el desempleo (véase el concepto utilizado por Marx de Ejército industrial de reserva) como herramienta para controlar la inflación: cuando la presión sobre los costes se eleva, la política monetaria aplicada por la autoridad monetaria (banco central) sube la tasa de interés, endurecienndo así la obtención de nuevos créditos y el pago de los existentes, lo que desanima la contratación de nuevos trabajadores por parte de las empresas (reserva de estabilización de las personas desempleadas), reduce de esta forma las demandas salariales y, en última instancia, consigue bajar la inflación. Cuando las expectativas inflacionarias disminuyen, se reactivaría la creación de empleo. Por el contrario, con la propuesta de un trabajo garantizado (TG) se garantizaría la misma protección contra la inflación sin el enorme coste social del desempleo. Por tanto, argumentan los defensores del TG, se resolvería el problema tradicional de la dualidad entre pleno empleo y estabilidad de los precios.